# رحلة بوينغ المدارية الاختبارية 2
رحلة بوينغ المدارية الاختبارية 2 (بالإنكليزية: Boeing Orbital Flight Test 2)، وتُعرف أيضًا باسم Boe-OFT 2، وهو التكرار المُخطط لرحلة بوينغ المدارية الاختبارية لمركبة ستار لاينر الفضائية التي واجهت بعض المشاكل البرمجية. تعتبر هذه المهمة غير المأهولة جزءًا من برنامج الطاقم التجاري الخاص بوكالة ناسا، وخُطط إطلاقها يوم أغسطس 2021 في الساعة 18:53:32 حسب التوقيت العالمي المُنسق (UTC) أو في 2:53:32 مساءً حسب توقيت المنطقة الزمنية الشرقية (EST). خُطط أن تستمر مهمة ستار لاينر OFT-2 لمدة ستة أيام، وستبين المركبة الفضائية خلال المهمة قدراتها على الالتقاء الفضائي والالتحام مع محطة الفضاء الدولية (ISS)، قبل أن تنفصل عنها لتهبط في غرب الولايات المتحدة.
تعتبر هذه المهمة أول التحام لمركبة ستار لاينر بعد فشل رحلة ديسمبر 2019 في الالتقاء بالمحطة بسبب شذوذ في ساعة الوقت المنقضي للمهمة (MET) الخاصة بالمركبة الفضائية. وفي يوم 6 أبريل 2020، أعلنت بوينغ عن إعادتها للرحلة المدارية الاختبارية لإثبات وتحقيق كافة الأغراض الاختبارية لهذه المهمة. أدى التحقيق الذي استمر لمدة أربعة أشهر حول الرحلة المدارية الاختبارية الأولى إلى اقتراح شركة بوينغ بإطلاق رحلة اختبارية أخرى غير مأهولة لاختبار أنظمة المركبة الفضائية. وافقت ناسا على اقتراح بوينغ بإطلاق رحلة اختبارية أخرى غير مأهولة دون أي تكلفة على دافعي الضرائب من الشعب الأمريكي، إذ ستتحمل بوينغ تكلفتها التي تُقدر بنحو 410 مليون دولار. خُطط أن تستخدم المهمة العتاد، ومركبة ستار لاينر، وصاروخ أطلس 5 المُخطط استخدامه من البداية للرحلة الاختبارية المأهولة.

## الحمولة
ستحمل الكبسولة 270 كيلوغرامًا تقريبًا من الإمدادات والمعدات الاختبارية لمحاكاة البعثات المستقبلية المأهولة التي ستحمل رواد الفضاء مع حمولاتهم على متنها. سيتضمن جزء من الحمولة أعلامًا من جامعات وكليات السود التاريخية بالإضافة إلى مسامير روزي المبرشمة.

## المهمة
سُمي الصاروخ أطلس 5 إن 22 الثاني باسم AV-082، وسيطلق مركبة ستار لاينر الفضائية في رحلتها الاختبارية الثانية غير المأهولة إلى محطة الفضاء الدولية. خُطط أن تلتحم الكبسولة بمحطة الفضاء الدولية، ثم تعود إلى الأرض لتهبط في غرب الولايات المتحدة بعد تنفيذها رحلةً مداريةً تجريبيةً قبل إطلاق رحلة بوينغ الاختبارية المأهولة.
ستكون رحلة OFT-2 ثاني رحلات الصاروخ أطلس 5 التي لن يكون فيها الصاروخ مزودًا بغطاء الحمولة الانسيابي، مع استخدامه لمرحلة عليا من طراز القنطور المزود بمحركين. سيستخدم القنطور محركين من طراز RL10s، وسيكون هذا الطراز ضروريًا في رحلات ستار لاينر؛ إذ إنه سيوفر مسار إطلاق يسمح بإلغاء آمن للمهمة عند أي نقطة زمنية على مدار الرحلة.  
عدلت بوينغ من تصميم نظام الالتحام الخاص بستار لاينر بعد رحلة OFT-1. أُضيف غطاء مُعلق لعملية إعادة دخول الغلاف الجوي، بشكل مماثل لتصميم سبيس إكس، للزيادة من حماية الكبسولة في أثناء اختراقها الناري للغلاف الجوي خلال عملية الهبوط. وستُختبر هذه الأنظمة في مهمة OFT-2.
في يوم 9 ديسمبر 2020، أعلنت بوينغ أن الموعد المستهدف لإطلاق مهمة OFT-2 سيكون في يوم 29 مارس 2021. وفي يوم 16 ديسمبر 2020، أطلق مسؤولو شركة بوينغ الملصق الرسمي لمهمة الرحلة المدارية الاختبارية 2. وفي يوم 18 يناير 2021، أعلنت بوينغ، مع وكالة ناسا، عن إعادة التصديق على برمجيات مركبة ستار لاينر الفضائية لمهمة OFT-2. وفي فبراير 2021، تغير موعد الإطلاق إلى 25 مارس، ثم 2 أبريل، ثم منتصف شهر أبريل 2021. وخلال أبريل 2021، خُطط أن يكون الإطلاق خلال شهري أغسطس أو سبتمبر 2021 دون تحديد يوم الإطلاق.
وقبل إطلاق المهمة، انفصلت مركبة كرو دراغون إنديفور، لبعثة سبيس إكس كرو 2، والملتحمة بمحطة الفضاء الدولية عند المنفذ «هارموني» الأمامي، في الساعة 10:45 UTC لتغير مكانها بالمحطة وتلتحم بمنفذ «هارموني» القمي يوم 21 يوليو 2021 في الساعة 11:35 UTC. وفي شهر يونيو 2021، حُدد أن يكون الإطلاق يوم 30 يوليو 2021. وفي يوم 22 يوليو 2021، أكملت ناسا، وبوينغ، وائتلاف الإطلاق المتحد (ULA) عمليات استعراض جاهزية الرحلة (FRR) الخاصة بالمهمة.